# فانتوم (شخصیت خیالی)
فانتوم یا شبح (به انگلیسی: The Phantom) یک شخصیت خیالی در کتاب های کمیک است که توسط لی فالک خلق شد. این شخصیت برای اولین بار در ۱۷ فوریه ۱۹۳۶ به خوانندگان کتاب های مصور معرفی شد.

## در رسانه ها
- فانتوم (۱۹۴۰)
- ملوان زبل (۱۹۷۲)
- مدافعان زمین (۱۹۸۶)
- فانتوم ۲۰۴۰ (۱۹۹۴)
- فانتوم ۲۰۴۰: بازی ویدئویی (۱۹۹۵)
- فانتوم (۱۹۹۶)
- فانتوم: روحی که قدم می‌زند (۲۰۰۳)
- فانتوم: نمایش تلویزیونی (۲۰۰۹)
- فانتوم: بازی ویدئویی (۲۰۲۵)